# FreeStyle Online
FreeStyle Online (кор. 프리스타일, англ. FreeStyle — рус. свободный стиль; оригинальное название игры — FreeStyle Street Basketball) — компьютерная игра, многопользовательский онлайновый спортивный симулятор стритбола (уличного баскетбола), разработан южнокорейской компанией JC Entertainment и издан несколькими компаниями в разных странах, в том числе и в России.
Игра разработана эксклюзивно для PC. Релиз в Южной Корее 16 мая 2007 года. В Соединенных Штатах Америки локализацией проекта занималась Sierra Entertainment. После присоединения компании к Vivendi Games серверы Freestyle Online в США были закрыты. Позднее игра возобновила существование: её издала фирма Gamekiss. На Филиппинах проект был запущен LevelUpGames, а в Таиланде — PlayPark.
В России FreeStyle Online издаётся компанией Innova Systems, которая известна также запуском Lineage 2, Aion, Point Blank и других онлайн-игр. Открытое бета-тестирование русской версии FreeStyle Online стартовало 22 мая, а закончилось 9 июня 2009 года. Через два дня, 11 июня, компания Innova объявила о полноценном запуске проекта. За 2 года было установлено более 40 обновлений.
С точки зрения жанровой принадлежности FreeStyle Online — это многопользовательский симулятор стритбола (уличного баскетбола) с ролевыми элементами. Игровой движок использует технологию сэл-шейдерной (от англ. Cell-shaded) анимации, часто применяемую в мультипликации. Графика в проекте сделана в стиле комиксов и граффити, саундтрек — в жанре RnB. В одном из последних обновлений появилась возможность включать сглаживание, что положительным образом сказывается на внешнем виде персонажей и арен.
8 октября 2012 года на форуме 4Game была создана тема, о остановке проекта в России. 18 декабря 2012 года проект был закрыт. В качестве компенсации, персонажи российских игроков были бесплатно перенесены на американский сервер Gamekiss.

## Геймплей и управление
Матчи FreeStyle Online происходят на виртуальных баскетбольных площадках. Управление персонажем осуществляется в режиме от третьего лица, но игрок может менять угол обзора камеры. Площадка представляет собой импровизированное место для игры в стритбол — переулок, пустой бассейн, территорию под мостом, ливневый водоотвод и не только.
Управлять персонажем можно с помощью четырёх клавиш действия и такого же количества кнопок направления. Предполагается постоянное изучение новых умений и фристайл-движений вплоть до 45 уровня (макс. уровень). По достижении 45 уровня вам будет предоставлено еще несколько специальных умений. Для выполнения трюков необходимо нажимать определенную комбинацию клавиш.
| Системные требования | Системные требования                    | Системные требования                                  |
| -------------------- | --------------------------------------- | ----------------------------------------------------- |
|                      | Минимальные                             | Рекомендуемые                                         |
| Microsoft Windows    |                                         |                                                       |
| ОС                   | Windows XP, Windows Vista или Windows 7 | Windows XP, Windows Vista или Windows 7               |
| ЦПУ                  | Intel Pentium 3 800 МГц                 | Intel Pentium 4                                       |
| Объём ОЗУ            | 256 Мбайт                               | 512 Мбайт ОЗУ                                         |
| Место на диске       | 800 Мбайт на жёстком диске              | 1 Гбайт на жёстком диске                              |
| Видеокарта           | Nvidia GeForce2 MX или ATI Radeon 7000  | Nvidia GeForce3 Ti, ATI Radeon 7500 или Intel GMA 950 |
| Сеть                 | Интернет-соединение, не менее 56 Кб/с   | Выделенный канал                                      |

### Игровые классы
При создании персонажа игрок делает выбор между тремя игровыми амплуа — защитником, нападающим и центровым, каждому из которых присущи уникальные характеристики, умения и трюки. На одном аккаунте можно создать неограниченное количество персонажей.
За победы и поражения спортсмены получают определенное количество игровой валюты и очков опыта. Валюта необходима для покупки новых умений, фристайл-движений и экипировки. По мере накопления опыта персонажи повышают уровень, что приводит к автоматическому увеличению основных параметров.
После получения пятнадцатого уровня появляется возможность выбрать специализацию для защитников и нападающих.
Защитник
Персонажи этого класса хорошо отдают пасы, отнимают мяч, а также выполняют 3-очковые броски. Достигнув 15 уровня, защитник должен выбрать дальнейший путь развития: Разыгрывающий (Р) или Атакующий защитник (АЗ).
Р контролируют ситуацию на площадке, мешают соперникам, а также раздают безукоризненные пасы членам команды. Данному классу присущи дриблинг, перехваты, пасы, скольжение по площадке за мячом, а также 3-очковые броски. АЗ — главные специалисты по набору очков путём 3-очковых бросков. Помимо этого делают перехваты и дриблинг.
Нападающий
Персонажи этого класса славятся 2-очковыми бросками. Достигнув 15 уровня, нападающий должен выбрать дальнейший путь развития: Мощный нападающий (МН) и Техничный нападающий (ТН). МН — специализация для того, кто хочет быть властелином 2-очковой зоны. Этому классу присущи средние броски, слем-данки, а также мощные подборы у кольца. ТН — универсальная специализация, в отличие от МН. Кроме данков, подборов и прицельных 2-очковых эти спортсмены хорошо чувствуют себя за дугой и способны забить противнику 3-очковый.
Центровой
Персонажи этого класса специализируются на подборах, блок-шотах и обеспечивают защиту кольца. В отличие от защитников и нападающих не имеют специализаций и после достижения 15 уровня продолжают совершенствовать свои навыки. Этому классу присущи броски из-под кольца, блок-шоты, подборы, корректировки.

### Игровые режимы
Одиночная игра состоит из четырёх частей: обучение, задание, эпизод и разминка. Они предназначены для освоения управления и тренировки перед матчами с другими игроками.
- В режиме «обучение» поясняются основы взаимодействия стритболистов на площадке и изучаются простейшие движения.
- «Задания» — отработка ключевых элементов. За успешное выполнение игрок вознаграждается игровой валютой и очками опыта.
- «Эпизод» — сюжетная кампания, главным героем которой является специальный персонаж.
- Состязания «Разминки» похожи на многопользовательские матчи, однако партнеры и соперники игрока управляются искусственным интеллектом.

В режиме командной (многопользовательской) игры доступно три лиги: Клубная, для новичков (персонажей 1–15 уровней) и для опытных стритболистов (16–45 уровней). Каждая лига разделена еще на два канала:
- Для новичков на 1-7 ур. и 8-15 ур.
- Для опытных игроков на 16-24 ур. и 25-45 ур.

Есть режим и для любителей полноценного баскетбола. В этих матчах участвует по 5 спортсменов с каждой стороны. На самом деле это некая смесь баскетбола и стритбола, поскольку правила поединков немного отличаются.
Клубы — аналоги гильдий в онлайновых проектах. Время от времени проводятся специальные турниры и ивенты. Принимая в них участие, игроки зарабатывают большее количество игровой валюты и очков опыта, а также получают уникальные предметы. В игре ведется статистика по всем стритболистам. Игроки с наилучшими рейтингами допускаются к международным соревнованиям, такие как Чемпионат России и даже Чемпионат Мира

## Отзывы
| Сводный рейтинг | Сводный рейтинг |
| Агрегатор       | Оценка          |
| --------------- | --------------- |
| GameRankings    | 70,40 %         |